# Lucy Godiva Woodcock
Lucy Godiva Woodcock (Granville, Sydney, Nova Gal·les del Sud, 23 de febrer de 1889 - Ashfield, Sydney, Nova Gal·les del Sud, 29 de febrer de 1968) va ser una mestra, líder sindical i pacifista australiana.
Filla de Thomas Woodcock, un agrimensor ferroviari de Jersey, Illes del Canal, va estudiar i formar-se com a docent. Com a professora primària qualificada, va ensenyar a diverses escoles. Va completar els seus estudis universitaris amb dos graus a la Universitat de Sydney. Al final de 1927, va anar a Londres per a impartir un any com a docent. Al seu retorn el 1929, continuà exercint de mestra fins a la seva jubilació el 1953. Durant la depressió s'encarregà d'organitzar el subministrament de menjar i roba per a nens locals.
Al llarg de la seva carrera, Lucy Woodcock va participar activament a l'Associació de Professors i també a la Federació de professors de Nova Gal·les del Sud, de la qual fou membre de l'executiva (1924-27, 1931-53). Fou una defensora incansable dels drets de les dones mestres, oposant-se de manera activa a la Llei d'acomiadament de les dones casades (professores i mestres) de 1932, que fou derogada el 1947, i va destacar en campanyes per aconseguir la restauració salarial, el certificat de professora i la igualtat de sou i oportunitats per a dones professores. Va ser autora de Justice Versus Tradition (1925), produïda per dones mestres per a la campanya d'igualtat de retribucions, i va presidir conjuntament amb Muriel Heagney el Consell d'Acció per la Igualtat de Salaris, fundat el 1937. Quan la federació es va afiliar el 1942 al Consell del Treball de Nova Gal·les del Sud i del Consell d'Associacions Australianes, va ser una de les primeres delegades d'ambdós òrgans. Durant els anys 1942 1 1944 va ser membre del senat de la Universitat de Sydney. Durant vint anys ocupà el segon càrrec electe del sindicat aconseguint mantenir-se per sobre de les lluites faccionals. A la seva jubilació també destacà en la defensa dels drets civils. Woodcock va portar les seves croades per a la igualtat, la justícia i la pau més enllà de la seva professió. En la campanya contra l'acomiadament de professores casades, havia estat recolzada per les Associacions Unides de Dones, de les quals va ser primer vicepresidenta i posteriorment presidenta entre els anys 1957 i 1968, després d'haver-se retirat de la docència. Destacada en el moviment per la pau australià, va provocar polèmiques assistint a la reunió de pau d'Estocolm com a observadora el 1954 i a l'any vinent assistir al Congrés Mundial de la Pau a Hèlsinki. Va visitar dues vegades la Xina com a delegada del Consell de pau australià i va ajudar a fundar la societat Austràlia-Xina. La beca evangèlica dels aborígens australians es va constituir en una reunió al seu pis d'Enfield el 1956.